# 哈桑·穆罕默德·坦巴克蒂
哈桑·穆罕默德·坦巴克蒂（阿拉伯语：‎，1999年2月9日—）是沙特阿拉伯的职业足球运动员，司职后卫。现效力于沙特阿拉伯职业足球联赛的希拉爾，也代表沙特阿拉伯国家足球队。

## 荣誉

### 国家队
沙特阿拉伯U–20
- 亞足聯U-19亞洲盃冠军：2018

沙特阿拉伯U–23
- 亞足聯U-23亞洲盃冠军：2022